# Sobborghi - Sant'Ambrogio (Monza)
Monza Sobborghi, conosciuto anche come Sant'Ambrogio, è un quartiere di Monza, nella zona est della città, appartenente amministrativamente alla circoscrizione 2.
Consiste genericamente nella zona di territorio monzese compresa tra via Rota, via Gallarana, via Libertà e la ferrovia che collega Monza e Bergamo; confina con i quartieri Regina Pacis, Cederna, Cristo Re e Monza Centro. È inoltre collegata con il quartiere di San Gerardo tramite il sottopassaggio di Viale Libertà e l'attraversamento ferroviario di via Osculati.

## Strutture
Nel quartiere sono la Villa Durini, detta la Grassa, la stazione di Monza Sobborghi e il Policlinico di Monza.